# Α-Terpinen
α-Terpinen ist eine natürlich vorkommende chemische Verbindung aus der Gruppe der Terpinene.
Im reinen Zustand ist sie ein farbloses, zitronenartig duftendes Öl, das in Teebaumöl (Melaleuca alternifolia) und Muskatnuss (Myristica fragrans) sowie in zahlreichen ätherischen Ölen anderer Gewürzpflanzen enthalten ist. Chemisch ist es ein cyclischer monoterpener Kohlenwasserstoff mit dem Grundgerüst des p-Menthan und ist isomer mit anderen Terpinenen. Vom γ-Terpinen unterscheidet es sich durch sein herberes Aroma. α-Terpinen wirkt antimikrobiell und ist allergieauslösend.

## Vorkommen

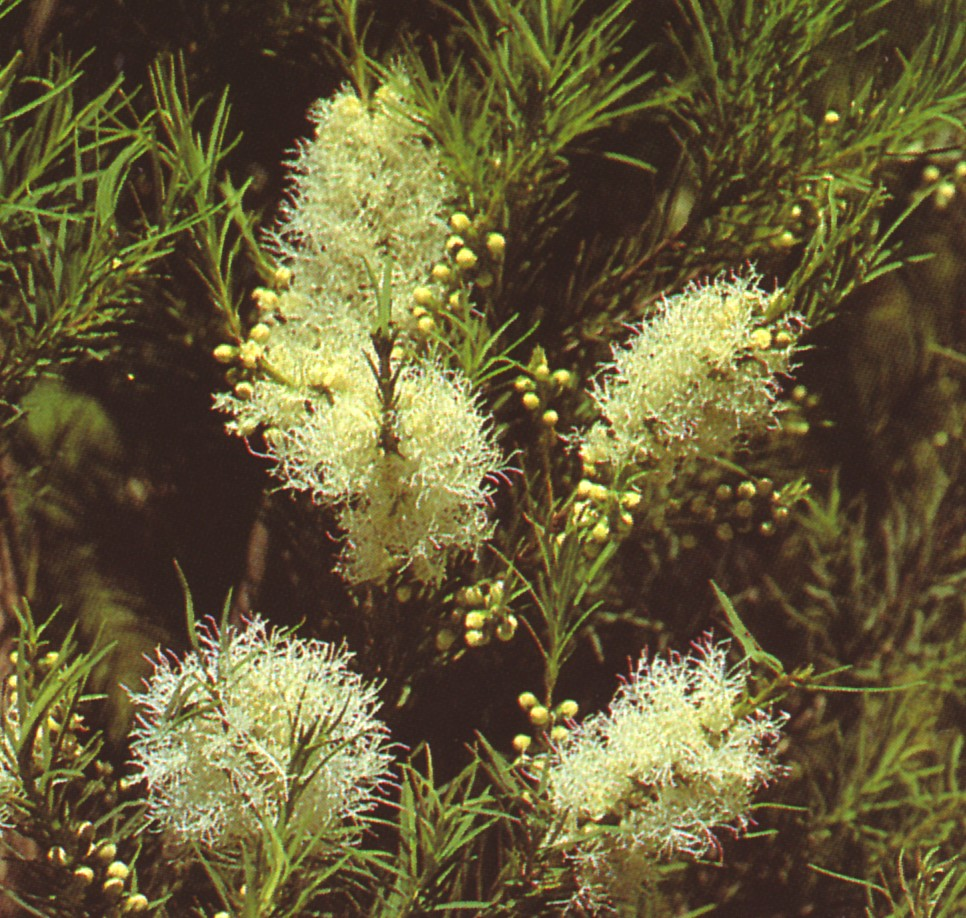
Terpinen kommt u. a. in den Blättern des Teebaums vor

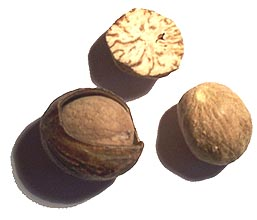
Auch in der Muskatnuss ist Terpinen enthalten

Neben Teebaumöl können Orangenöl, Bergamottöl, Mandarinenöl und Öle von Rosmarin (Rosmarinus officinalis), Oregano (Origanum vulgare), Waldkiefer (Pinus sylvestris), Majoran (Origanum majorana), Sellerie (Apium graveolens), Kreuzkümmel (Cuminum cyminum), Beifuß (Artemisia annua), Salbei (Salvia officinalis), Petersilie (Petroselinum crispum), Dill (Anethum graveolens), Kardamom (Elettaria cardamomum) und Koriander (Coriandrum sativum) größere Mengen α-Terpinen enthalten. Der maximale Gehalt in Bezug auf die Pflanze liegt bei 0,5 Prozent in Teebaumblättern.

## Gewinnung
α-Terpinen wurde früher durch fraktionierte Destillation aus dem Gemisch von Terpinenen gewonnen, das durch saure Isomerisierung aus Limonen oder Pinen erhalten wird. Heutzutage destilliert man es aus dem im Überfluss anfallenden süßen Orangenöl; in der Monoterpenfraktion von Orangen ist es zu 8 bis 10 Prozent enthalten.

## Eigenschaften
α-Terpinen ist in Ethanol und Ether sowie anderen organischen Lösemitteln löslich, es ist wasserunlöslich, kann aber durch Wasserdampfdestillation extrahiert werden. Es oxidiert und verharzt an der Luft. Die Verbindung bildet entzündliche Dampf-Luft-Gemische. Der Flammpunkt beträgt 47 °C.

## Verwendung
α-Terpinen findet hauptsächlich Verwendung als Bestandteil ätherischer Öle in Aromen. α-Terpinen als Reinstoff ist Zwischenprodukt in der organischen Synthese von Terpenen und Mischpolymerisaten, die zu Harzen und Lacken weiterverarbeitet werden. Es ist auch Bestandteil biologisch abbaubarer Farbentferner sowie abbaubarer antimikrobieller Reinigungsmittel. Weiterhin dient es als Polymerisationsinhibitor für Tetrafluorethylen. Durch photochemische Cycloaddition von Sauerstoff an α-Terpinen kann Ascaridol dargestellt werden.

## Pharmakologie
α-Terpinen hemmt die Enzyme Acetylcholinesterase, Aldose-Reduktase und P450-2B1. Es gilt als allergieauslösend; daher gibt die Arbeitsgemeinschaft ökologischer Forschungsinstitute e. V. (AGÖF) als "Auffälligkeitswert", der Anlass für weitere Untersuchungen bis hin zur Sanierung gibt, die Raumluftkonzentration von 1 µg/m³ an (Jan. 2006). Unverträglichkeiten mit naturheilkundlichen Stoffen wie Teebaumöl, welches gern fungizid/antibakteriell eingesetzt wird, werden z. T. auf Terpinen und Cineol zurückgeführt. Bis zu drei Prozent der getesteten Personen waren 2003 auf Teebaumöl sensibilisiert.